# Palingsteelmycena
De palingsteelmycena (Mycena clavicularis) is een schimmel behorend tot de familie Mycenaceae. Hij leeft als terrestrische saprotroof in naaldbossen op rijke droge zandronden. Hij groeit op strooisel van Pinus. De vruchtlichamen komen voor vanaf mei tot de late herfst.

## Kenmerken
Hoed
De hoed is gebolde of klokvormige en heeft een diameter van 10 tot 20 mm. De kleur is grijs tot grijsbruin of oranjebruin. Het oppervlak is doorschijnend gestreept, bleker aan de rand en vaak met een umbo in het midden. De hoed is hygrofaan.
Lamellen
De lamellen zijn vuilwit tot bleek grijsbruin, met lichter snede, breed aangehecht of wat aflopend.
Steel
De dunne steel heeft een lengte van 20 tot 60 mm en een dikte van 1 tot 2 mm. Het heeft dezelfde kleur als de hoed, maar is wat bleker aan de top. Bij vochtig weer wordt deze ietwat slijmerig en kleverig.
Geur
De paddenstoel ruikt naar gerookte paling.
Sporen
Het basidium meet 22–27 × 7–8 µm en bevat 4 knotsvormige sporen. De sporen meten 7–9 × 3,5–5 µm. Cheilocystidia zijn knotsvormig met korte of lange stelen, bedekt met cilindrische gezwellen van 0,5–1 × 0,5–1,5 µm en meten 13–33 × 6–12 µm. Gespen komen voor in de hyfen van alle delen van de schimmel.

## Verspreiding
Het is bekend dat de soort voorkomt in Noord-Amerika en Europa. In Nederland komt hij matig algemeen voor. Het is bedreigd en staat op de rode lijst.